# 鍾馬飛
鍾馬飛（英語：Matthew Jung，1974年1月2日—），生於美國密西根州大急流城，美國籃球運動員，司職得分後衛，前永倫著名射手。

## 球員生涯
大學畢業後遠赴香港加盟甲一球隊海裕。
1999年，他接受交通大學的全額獎學金，在上海修讀為期一年的普通話課程，並為上海交通大學校隊比賽。
2002年，他加盟甲一勁旅永倫，首個球季就以全勝姿態贏得聯賽和銀牌雙料冠軍。
2008年6月19日，他於91–71擊敗愉園的季後賽季軍戰賽後宣告退役，不過他在翌年初復出。
2009年4月，他的阿基里斯跟腱重創，被逼結束球員生涯。

## 外部連結
- 鍾馬飛在Sports-Reference.com（NCAA）（英语）
- 鍾馬飛在RealGM（英语）